# Lajos Bálint
Dans le nom hongrois Bálint Lajos, le nom de famille précède le prénom, mais cet article utilise l’ordre habituel en français Lajos Bálint, où le prénom précède le nom.
Lajos Bálint  (Delnita, 6 juillet 1929 - 4 avril 2010) est un archevêque roumain.
Il fut ordonné prêtre en 1959 et nommé évêque auxiliaire  d'Alba Iulia en Roumanie et évêque titulaire de Nova en 1981 et consacré par Antal Jakab (ro). En 1990, Bálint fut nommé évêque et en 1991 archevêque d'Alba Iulia. Il abdiqua comme archevêque en 1993 à cause de problèmes continus avec le gouvernement communiste de Roumanie et de sa santé.